# Miss Italia 1955
Miss Italia 1955 si svolse a Rimini il 5 e il 6 settembre 1955. Vinse la diciottenne Brunella Tocci. L'organizzazione fu diretta da Dino Villani.

## Risultati
| Risultato finale | Concorrente                          |
| ---------------- | ------------------------------------ |
| Miss Italia 1955 | - – Brunella Tocci (Miss Calabria)   |
| 2ª classificata  | - – Anna Maria Micheli (Miss Umbria) |
| 3ª classificata  | - – Franca Capra (Miss Sardegna)     |
| Miss Cinema      | - – Bruna Cumar (Miss Veneto)        |

Maria Giovannini (Miss Roma), annoverata tra le favorite, venne squalificata perché aveva già firmato un contratto per un film.